# Musique mobile
 (août 2021).
Si vous disposez d'ouvrages ou d'articles de référence ou si vous connaissez des sites web de qualité traitant du thème abordé ici, merci de compléter l'article en donnant les références utiles à sa vérifiabilité et en les liant à la section « Notes et références ».
La musique mobile est la musique qui est téléchargée ou diffusée en continu sur les téléphones mobiles et jouée par ces derniers. Bien que de nombreux téléphones diffusent de la musique sous forme de sonneries, les véritables « téléphones musicaux » permettent généralement aux utilisateurs de diffuser de la musique en continu ou de télécharger des fichiers musicaux sur l'internet via une connexion WiFi ou une connexion de téléphone cellulaire 3G. Les téléphones musicaux sont également capables d'importer des fichiers audio depuis leur PC. Le cas où la musique mobile est stockée dans la mémoire du téléphone mobile est le cas similaire aux modèles commerciaux traditionnels de l'industrie musicale. Il supporte deux variantes : l'utilisateur peut soit acheter la musique pour en être propriétaire, soit accéder à des bibliothèques entières de musique via un modèle d'abonnement. Dans ce cas, les fichiers musicaux sont disponibles tant que l'abonnement est actif.

## Truetones
Alors que les sonneries n'incluent pas les voix des artistes, les truetones, chaku-uta et chaku-uta full sont des enregistrements de l'interprétation de la musique par les artistes. Leur distribution nécessite généralement l'accord des maisons de disques et des autres détenteurs des droits des artistes.

## Histoire
L'intégration de la musique dans un téléphone portable n'a pas été facile. D'une part, la technologie de la musique portable était développée depuis les années 1980, Sony ayant ouvert la voie avec son baladeur. D'autre part, la technologie des téléphones portables s'est concentrée sur le domaine de l'imagerie, en tirant parti de l'intérêt des utilisateurs pour la prise de photos et du besoin de l'opérateur de générer des revenus de données grâce à l'utilisation de son réseau. Le succès des sonneries pour générer des revenus de données a mis les opérateurs en garde contre les applications interactives qui pourraient générer des revenus. Néanmoins, la lenteur des débits de données dans les zones GSM et CDMA qui disposaient de la technologie 1 et 2G, empêchait le téléchargement économique de données musicales sur les réseaux par rapport aux sites de médias sur un ordinateur. Les opérateurs, qui avaient tendance à subventionner les téléphones dotés de capacités de transmission de données, se sont donc davantage concentrés sur les téléphones à sonnerie, SMS et images que sur les téléphones prêts à recevoir de la musique, ce qui a empêché de nombreux fabricants de développer ces téléphones car leur principal client est l'opérateur et non l'utilisateur. Le travail sur les algorithmes de compression pour la musique a été considérable, l'AMR essayant de repousser les limites, mais la révolution de Napster a proliféré dans le monde avec le format MP3 et les fabricants ont commencé à s'en rendre compte. Le développement des fonctionnalités de gestion des droits numériques (GDN), qui a permis d'empêcher le piratage de la musique et de conférer à la musique mobile un statut légal, a constitué un autre problème. À cette époque, Apple révolutionnait le monde avec l'introduction des nouveaux iPods et de son iTunes Store.
Le premier rapport sur le plan d'affaires et la nécessité d'une intégration réussie des téléphones musicaux a été rédigé en 2004 par Strategy Analytics - « Les téléphones musicaux sont la clé de la 3G », une société de conseil en téléphonie cellulaire du Massachusetts. Le rapport soulignait la nécessité pour les fabricants de téléphones comme Nokia et Motorola de rejoindre le mouvement et d'explorer plusieurs options musicales, notamment le développement d'une stratégie de magasin de musique par Nokia et l'intégration d'iTunes dans un téléphone par Motorola avec son Rocker. Sony, Samsung et LG étaient trop occupés à se concentrer sur l'amélioration de la pixellisation et de la stabilité des modules de caméra CDDMA. Sony a essayé d'exploiter la technologie Cybershot dans une stratégie multimédia, mais le changement a été trop lent. Samsung, quant à lui, s'est concentré sur le segment haut de gamme en améliorant les capacités d'affichage. Nokia a travaillé dur pour que la technologie DRM soit incluse dans son magasin de musique OVI et a introduit une nouvelle ligne de téléphones musicaux appelée Xpress music, en misant sur les besoins des utilisateurs finaux plutôt que sur ceux des opérateurs, car cette ligne devait recevoir des subventions moins élevées que les autres. De cette façon, Nokia misait sur l'idée du rapport selon laquelle la musique pouvait être utilisée pour stimuler l'acquisition de clients à cette époque plutôt que les revenus des données, comme le mentionne le rapport de Strategy Analytics. Le Rocker a été un succès en attirant de nouveaux adhérents sur un marché américain très concurrentiel, même s'il restait lié à un ordinateur pour les téléchargements de musique. On peut dire que c'est l'adoption du Rocker par ATT comme stratégie d'acquisition sur le marché américain qui a incité les opérateurs à acheter des téléphones compatibles avec la musique et les fabricants à les développer. Ce succès d'ATT en matière d'acquisitions a été copié par d'autres opérateurs tels que Verizon, Sprint et T-Mobile, qui ont également favorisé l'introduction de la musique dans les téléphones portables. Deux ans après le Rocker, Apple a présenté son iPhone et les choses ont continué sur leur lancée. Aujourd'hui, la plupart des téléphones portables intègrent des fonctions musicales qui ont également été transférées aux smartphones. L'application intégrée que vous utilisez pour écouter de la musique sur l'iPhone ou l'iPod touch s'appelle Musique (sur iOS 5 ou supérieur) ou iPod (sur iOS 4 ou inférieur). Si de nombreuses applications proposent de la musique, celle-ci est la plus courante et celle qui, pour de nombreuses personnes, sera la seule application musicale dont elles auront besoin. 